# Santa Clara de Valladares
Santa Clara de Valladares es una localidad mexicana situada en el estado de Michoacán, dentro del municipio de Tocumbo.

## Geografía
La localidad de Santa Clara de Valladares se encuentra ubicada en el noroeste de Michoacán, en el este del municipio de Tocumbo, limitando al sur con el municipio de Los Reyes. Se encuentra a una altura media de entre 1320 a 1323 m s. n. m.

## Demografía
De acuerdo con el Censo de Población y Vivienda realizado en marzo de 2020 por el Instituto Nacional de Estadística y Geografía (INEGI), en Santa Clara de Valladares había un total de 7785 habitantes, 3893 hombres y 3892 mujeres.

### Evolución demográfica
| Gráfica de evolución demográfica de Santa Clara de Valladares entre 1900 y 2020 |
|                                                                                 |
| Fuente: Instituto Nacional de Estadística y Geografía                           |